# Eucinetus haemorrhoidalis
Eucinetus haemorrhoidalis är en skalbaggsart som först beskrevs av Ernst Friedrich Germar 1818.  Eucinetus haemorrhoidalis ingår i släktet Eucinetus, och familjen platthöftbaggar. Arten är reproducerande i Sverige.

## Bildgalleri

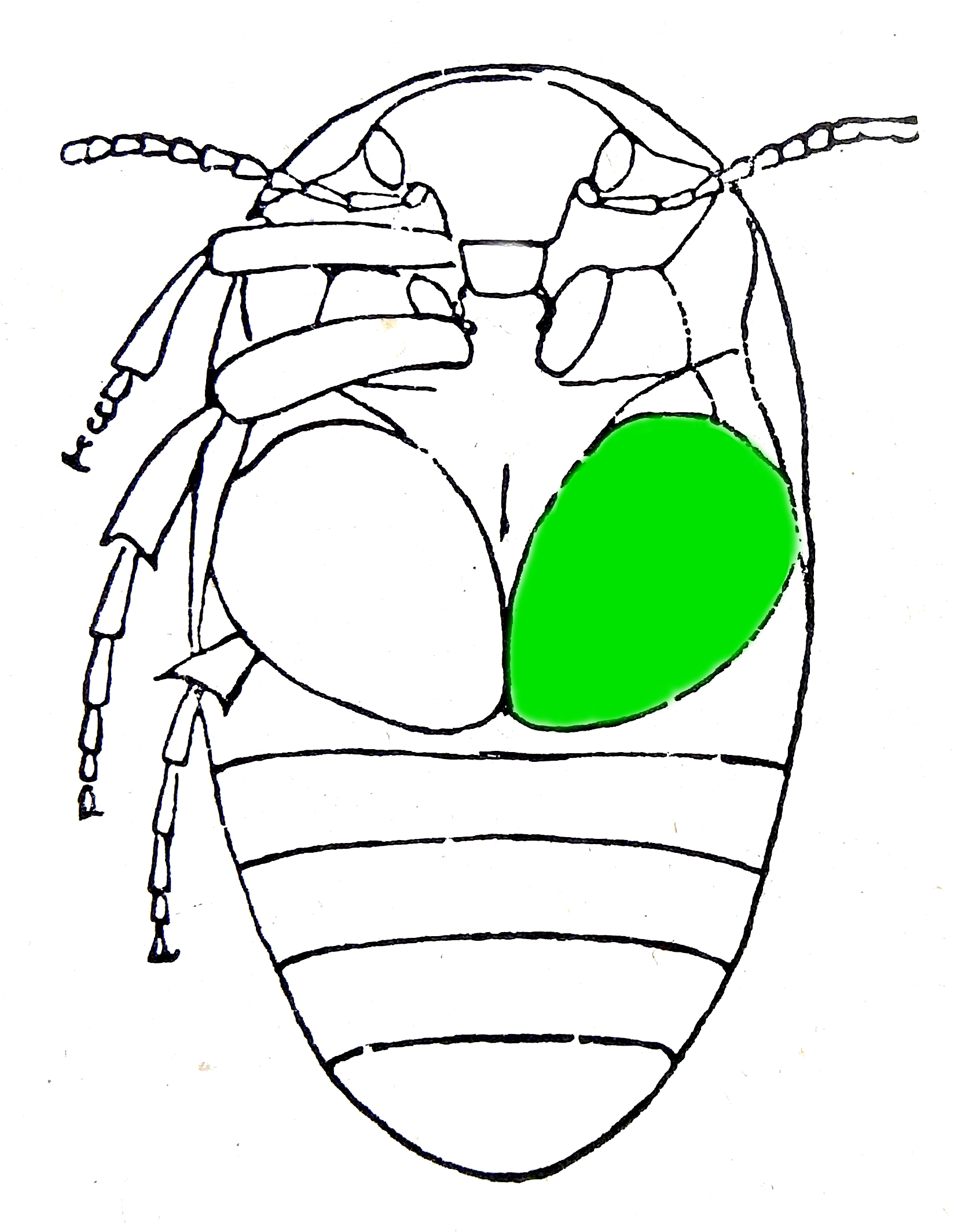